# Sándor Országh

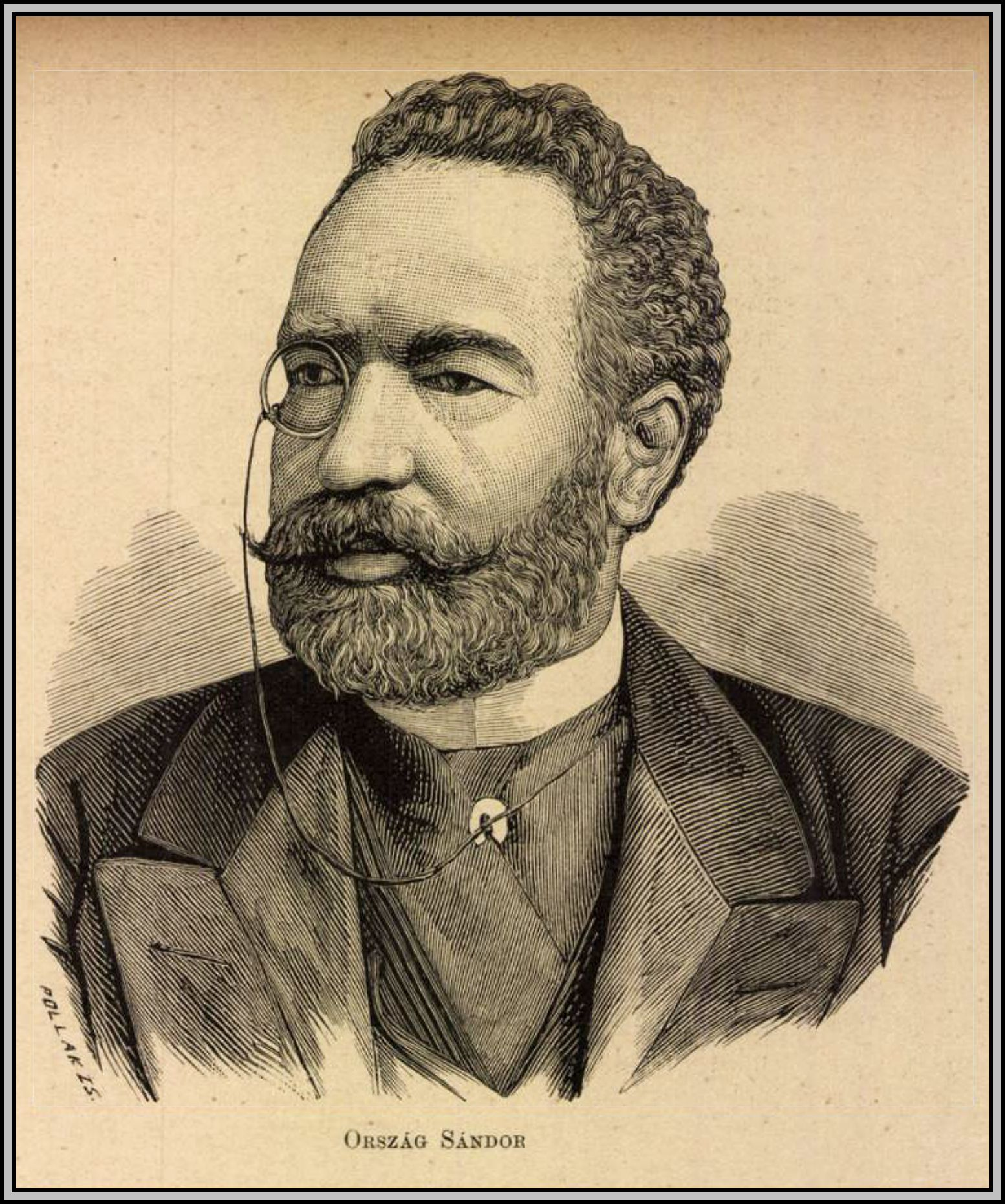
Országh, 1894

Sándor Országh, seit 1895 Országh von Budavár (auch Ország, * 8. Mai 1836 als Sándor Reich in Buda; † 14. November 1902 in Budapest) war ein ungarischer Stadtplaner und Politiker.

## Leben
Országh studierte Jura in Pest, promovierte und legte die Advokatenprüfung ab. Nach Tätigkeit als Lehrer am königlichen Hauptgymnasium in Buda (budai királyi főgymnasium) wurde er Bediensteter der Stadt Buda. Seinen Namen ließ er 1862 von Reich in Országh ändern. 
Auf Anregung von Ministerpräsident Gyula Andrássy wurde Országh Mitglied und Sprecher des Hauptstädtischen Rats für öffentliche Arbeiten (Fővárosi Közmunkák Tanácsa), dem Baurat von Budapest. Von 1881 bis 1892 und erneut von 1898 bis 1901 war er Reichstagsabgeordneter der Liberalen Partei (Szabadelvű Párt) für den Wahlkreis Budapest III. Am 21. August 1895 wurde er von König Franz Joseph I. nobilitiert.